# Theodore Boronovskis
Theodore Boronovskis (né le 27 juillet 1943) est un judoka australien. Il participe aux Jeux olympiques d'été de 1964 et remporte la médaille de bronze dans l'épreuve des toutes catégories de poids. Il est le seul représentant australien en judo lors de ces Jeux olympiques.

## Palmarès

### Jeux olympiques
- Jeux olympiques de 1964 à Tokyo,  Japon
  -  Médaille de bronze